# Ellen Roosevelt
Ellen Crosby Roosevelt (Rosendale (Nova Iorque), 20 de agosto de 1868 - 26 de setembro de 1954) foi uma tenista estadunidense. 

## Grand Slam finais

### Simples
Título (1)
| Ano  | Campeoanto         | Oponente        | Placar   |
| 1890 | U.S. Championships | Bertha Townsend | 6–2, 6–2 |

### Duplas
Título (1)
| Ano  | Campeonato                  | Parceira        | Oponentes                          | Placar   |
| 1890 | U.S. National Championships | Grace Roosevelt | Margarette Ballard Bertha Townsend | 6–1, 6–2 |

### Duplas Mistas
Título (1)
| Ano  | Campeonato                  | Parceira        | Oponentes                     | Placar         |
| 1893 | U.S. National Championships | Oliver Campbell | Ethel Bankston Robert Willson | 6–4, 4–6, 10–6 |